# Louise Bertin
Louise-Angélique Bertin (Essonne, 15 de janeiro de 1805 — Paris, 26 de abril de 1877) foi uma compositora e poetisa francesa.